# Commissie voor het Onderzoek van de Geloofsbrieven
De Tweede Kamercommissie voor het Onderzoek van de Geloofsbrieven onderzoekt de geloofsbrieven van nieuwbenoemde leden van de Tweede Kamer en van de Nederlandse leden van het Europees Parlement.
Geloofsbrieven zijn stukken waaruit moet blijken dat iemand kan worden toegelaten als lid. Dit betreft onder meer de leeftijd van het te benoemen lid.
De voorzitter brengt in de plenaire vergadering verslag uit van de bevindingen van de commissie en adviseert over het wel of niet toelaten van een lid.
De commissie brengt ook verslag uit over het verloop van de verkiezingen. Het gaat daarbij om vragen als: hebben er geen onregelmatigheden plaatsgevonden en zijn er praktische zaken die voor verbetering vatbaar zijn. Daarbij kan worden gedacht aan de toegankelijkheid van stemlokalen, de inrichting daarvan en de werking van stemcomputers.